# Castillo de Tours
El castillo de Tours es un castillo ubicado en Tours, Indre y Loira, Francia.
Construido en el siglo XI, el edificio muestra una arquitectura de la época carolingia y fue la residencia de los señores de Francia.
Hasta los años 2000, el Castillo Real de Tours se utilizaba como acuario donde se podían ver unos 1500 peces de 200 especies diferentes. También sirvió como Museo Grévin. El castillo fue clasificado como Monumento histórico de Francia el 20 de agosto de 1913.
Actualmente, el edificio alberga exposiciones contemporáneas de pintura y fotografía (organizadas por Le Jeu de Paume Archivado el 19 de abril de 2021 en Wayback Machine. ), incluyendo obras de Joan Miró, Daniel Buren, Nadar, Robert Capa.